# Liste des 100 meilleurs films de l'histoire du cinéma ukrainien
Les 100 meilleurs films de l'histoire du cinéma ukrainien sont une note attribuée de 1 à 100 aux meilleurs films du cinéma ukrainien,,. Les films ont été sélectionnés en juin 2021 par le Centre national du film Oleksandr-Dovjenko à Kiev, en Ukraine, grâce à un sondage réalisé auprès de représentants de la communauté cinématographique nationale et internationale.

## Liste
1. Les Chevaux de feu (1965), de Sergueï Paradjanov
2. La Terre (1930), de Alexandre Dovjenko
3. L'Homme à la caméra (1929), de Dziga Vertov
4. The Tribe (2014), de Myroslav Slaboshpytskiy
5. La Croix de pierre (1968), de Léonide Ossyka
6. Le Syndrome asthénique (1989), de Kira Mouratova
7. Vols entre rêve et réalité (1983), de Roman Balaïan
8. L'Oiseau blanc marqué de noir (1971), de Iouri Illienko
9. Longs Adieux (1971), de Kira Mouratova
10. Babylone XX (1979), de Ivan Mykolaïtchouk
11. Atlantis (2019), de Valentyn Vassianovytch
12. La Dépêche disparue (ou Lettre perdue) (1972), de Boris Ivtchenko
13. Brèves Rencontres (1967), de Kira Mouratova
14. Donbass (2018), de Sergueï Loznitsa
15. Au printemps (1929), de Mikhaïl Kaufman
16. Seuls les vieux vont au combat (1973), de Leonid Bykov
17. Derrière deux lièvres (1961), de Viktor Ivanov
18. Les Aventures du capitaine Vrounguel (1976-1979), de David Cherkassky
19. Zvenigora (1928), de Alexandre Dovjenko
20. My Thoughts Are Silent (2019), de Antonio Lukich
21. Une source pour les assoiffés (1965), de  Youri Illienko
22. My Joy (2010), de Sergueï Loznitsa
23. Varta1, Lviv, Ukraine (2015), de Youriy Hritsyna.
24. Sovist (1968), de Volodymyr Denyssenko.
25. Khlib (1929), de Nikolaï Chpikovski
26. Le Jeune Homme sévère (1935), de Abram Room
27. Arsenal (1929), de Alexandre Dovjenko
28. La Symphonie du Donbass (1931), de Dziga Vertov
29. L'Arc-en-ciel (1944), de Mark Donskoï
30. Prométhée (1936), de Ivan Kavaleridze
31. L'Arriviste (1929), de Nikolaï Chpikovski
32. Me and Others (1971), de Felix Sobolev
33. La Nuit de la Saint-Jean (1968), de Iouri Illienko
34. La Terre est bleue comme une orange (2020), de Iryna Tsilyk
35. Maïdan (2014), de Sergueï Loznitsa
36. Une prière pour l'hetman Mazepa (2001), de  Youri Illienko
37. Crépuscule (2014), de Valentyn Vassianovytch
38. Volcano (2018), de Roman Bondartchouk
39. Eneida (1991), de Volodymyr Dakhno
40. Spell Your Name (2006), de Serhiy Boukovsky
41. I Love (1936), de Leonid Loukov
42. Romance du front (1983), de Pyotr Todorovsky
43. Boumbarache (1971), de Abram Naroditsky et Nikolaï Racheïev
44. The Living Fire (2015), de Ostap Kostyuk
45. Le Printemps dans la rue Zaretchnaïa (1956), de Feliks Mironer et Marlen Khoutsiev
46. Pervii Etage (1990), de Igor Minayev
47. Kolyivchtchyna (1933), de Ivan Kavaleridze
48. Deux Jours (2011), de Avdotia Smirnova
49. Chernobyl - Chronicle of Difficult Weeks (1986), de Vladimir Shevchenko
50. L'Île au trésor (1988), de David Cherkassky
51. Le Milicien amoureux (1992), de Kira Mouratova
52. The Tram Was Going, Number Nine (2002), de Stepan Koval
53. Entrante dans la mer  (Входящая в море, 1965), de Léonide Ossyka
54. Shamara (1994), de Nataliya Andriychenko (uk)
55. Such Late, Such Warm Autumn (1981), de Ivan Mykokaichuk
56. Les Shérifs ukrainiens (2015), de Roman Bondartchouk
57. Seven Steps to the Horizon (1968), de Felix Sobolev
58. Arrest Warrant (1926), de Gueorguiy Tassin
59. At Great Cost/The Horse That Cried (1957), de Mark Donskoï
60. En terre de Crimée (2019), de Nariman Aliev
61. Queen of the Gas Station (1963), de Olexiy Myshurin et Nikolai Litus
62. The Kiss (1983), de Roman Balaïan
63. Trois Histoires (1997), de Kira Mouratova
64. Interpretation of Dreams (1990), de Andrei Zagdansky
65. A Friend of the Deceased (1997), de Viacheslav Kryshtofovych
66. Out of Boredom (1967), de Artur Voytetsky
67. La Désintégration (1990), de Mikhail Belikov
68. Spotted Dog Running at the Edge of the Sea (1991), de Karen Gevorkian
69. Wayfarers (2005), de Igor Strembitskyy
70. Oxygen Starvation (1991), de Andrey Donchik
71. Notre pain honnête (1964), de Kira Mouratova
72. Goodbye, Cinephiles (2014), de Stanislav Bityutsky
73. Sergueï Paradjanov. Visites (1994), de Anatoly Sirikh
74. The Night Coachman (1928), de Gueorguiy Tassin
75. Mamaï (2003), de Oles Sanin
76. Snowy Roads... (2004), de Yevgeny Sivokon
77. Biriouk, l'ermite (1978), de Roman Balaïan
78. No Obvious Signs (2018), de Alina Gorlova
79. Heat Singers (2019), de Nadia Parfan
80. L'Accordeur (2004), de Kira Mouratova
81. The July Storms (1989-1991), de Viktor Shkurin et Anatoly Karas
82. Cyborgs: Heroes Never Die (2017), de Akhtem Seitablayev
83. Gámer (2011), de Oleg Sentsov
84. Cossacks[pas clair] (1967-1995)
85. My Father is my Mother's Brother (2017), de Vadim Ilkov
86. Accompanying (2017), de Arkady Nepitalyuk
87. Dandelion Blossoms (1992), de Aleksandr Ignatusha
88. Presence Effect (2004), de Leonid Pavlovsky
89. V.Silvestrov (2019), de Serhii Bukovskyi
90. Declaration of Love (1966), de Rollan Sergienko
91. Une campagne sans précèdent  (1931), documentaire, de Mikhaïl Kaufman
92. Lettre à l’Amérique (1999), de Kira Mouratova
93. Through the Tears (1928), de Grigori Gritscher-Tscherikower
94. Memory (1990), de Vladimir Saveliev
95. The Dream (1964), de Volodymyr Denysenko
96. Stronger than Arms (2017), de Volodymyr Tykhy, Yulia Gontaruk, and Roman Lyuby
97. Black Level (2017), de Valentyn Vassianovytch
98. Une femme douce (2017), de Sergueï Loznitsa
99. Biosphere! Time of Awareness (1974), de Felix Sobolev
100. Aerograd (1935), de Alexandre Dovjenko